# HMCS Chicoutimi (1940)
HMCS Chicoutimi (K156) (с англ. — «Его Величества Канадский Корабль „Шикутими“») — корвет типа «Флауэр», служивший в Королевском военно-морском флоте Канады в годы Второй мировой войны. Назван в честь города Шикутими канадской провинции Квебек.

## Проект «Флауэр»

### Общее описание
Корветы типа «Флауэр», состоявшие на вооружении Королевского ВМФ Канады во время Второй мировой войны (такие, как «Шикутими»), отличались от более ранних и традиционных корветов с днищевыми колонками. Французы использовали наименование «корвет» для обозначения небольших боевых кораблей; некоторое время британский флот также использовал этот термин вплоть до 1877 года. В 1930-е годы в канун войны Уинстон Черчилль добился восстановления класса «корвет», предложив называть так маленькие корабли сопровождения, схожие с китобойными судами. Новому типу корветов было присвоено название «Флауэр»; корветам, как следовало из наименования этого типа, присваивали имена цветов.
Корветы, принятые на вооружение Королевским военно-морским флотом Канады, были названы преимущественно в честь канадских местечек, жители которых участвовали в строительстве кораблей. Эту идею отстаивал адмирал Перси Уокер Неллз. Компании, финансировавшие строительство, как правило, были связаны с местечками, в честь которых был назван каждый корвет. Корветы британского флота занимались сопровождением в открытом море, корветы канадского флота — береговой охраной (играя преимущественно вспомогательную роль) и разминированием. Позже канадские корветы были доработаны так, чтобы нести службу и в открытом море.

### Технические характеристики
Корветы типа «Флауэр» имели следующие главные размерения: длина — 62,5 м, ширина — 10 м, осадка — 3,5 м. Водоизмещение составляло 950 т. Основу энергетической установки составляла 4-тактная паровая машина тройного расширения и два котла мощностью 2750 л. с. (огнетрубные котлы Scotch у корветов программы 1939—1940 годов и водотрубные у корветов программы 1940—1941 годов). Тип «Флауэр» мог развивать скорость до 16 узлов, его автономность составляла 3500 морских миль при 12 узлах, а экипаж варьировался от 85 (программа 1939—1940 годов) до 95 человек (программа 1940—1941 годов).
Главным орудием корветов типа «Флауэр» было 102-мм морское орудие Mk IX. Зенитное вооружение состояло из спаренных 12,7-мм пулемётов Vickers и 7,7-мм пулемётов Lewis, позже заменённых на сдвоенные 20-мм пушки «Эрликон» и одиночные 40-мм орудия Mk VIII. В качестве противолодочного оружия использовались бомбосбрасыватели Mk II. Роль радиолокационного оборудования играли радары типа SW1C или 2C, которые по ходу войны были заменены на радары типа 271 для наземного и воздушного обнаружения, а также радары типа SW2C или 2CP для предупреждения о воздушной тревоге. В качестве сонаров использовались гидроакустические станции типа 123A, позже заменённые на типы 127 DV и 145.

## Строительство
«Шикутими» заказан 20 января 1940 года в рамках программы строительства корветов типа «Флауэр» на 1939 и 1940 годы. Заложен 5 июля 1940 года компанией «Canadian Vickers Ltd.» в Монреале. Спущен на воду 16 октября 1940 года и принят в состав КВМФ Канады 12 мая 1941 года в Монреале. В отличие от ряда других корветов типа «Флауэр», его бак не расширялся.

## Служба во время войны
17 мая 1941 года по прибытии в Галифакс (Новая Шотландия) корвет «Шикутими» был зачислен в состав Сиднейских сил. С сентября 1941 года нёс службу в Ньюфаундлендских конвойных силах, сопровождал трансатлантические конвои на протяжении пяти месяцев. В феврале 1942 года переведён в Западные местные конвойные силы (WLEF), где служил до августа 1944 года. С июня 1943 года в составе конвойной группы W-1. В августе 1944 года переклассифицирован в учебное судно, в этом состоянии продолжал службу на военно-морской базе Корнуоллис до апреля 1945 года, пока не вернулся в Сиднейские силы. 16 июня 1945 года «Шикутими» исключён из состава КВМФ Канады, продан в июне 1946 года и разрезан на металл в Гамильтоне, Онтарио.